# Malpighia martinicensis
Malpighia martinicensis är en tvåhjärtbladig växtart som beskrevs av Nikolaus Joseph von Jacquin. Malpighia martinicensis ingår i släktet Malpighia och familjen Malpighiaceae. Inga underarter finns listade i Catalogue of Life.